# Caldera International
Caldera International, voorheen Caldera Systems, was een Amerikaans softwarebedrijf dat bestond van 1998 tot 2002 en Linux- en Unix-gebaseerde besturingssystemen ontwikkelde en verkocht.

## Geschiedenis
Caldera Systems werd in augustus 1998 opgericht als spin-off van Caldera, Inc. Het concentreerde zich op de verkoop van Caldera OpenLinux, een hoogwaardige Linux-distributie gericht op zakelijke klanten met extra door het bedrijf ontwikkelde functionaliteit, zoals een eenvoudig te gebruiken grafisch installatieprogramma en grafische en webgebaseerde systeembeheertools, evenals gebundelde software zoals Netware for Linux (een NetWare-implementatie van Novell), Wabi (software van Sun Microsystems om Windows-programma's te gebruiken in Linux) en een Linux-versie van WordPerfect. Caldera Systems was ook actief in het Java-softwareplatform van de Linux-gemeenschap.
In maart 2000 trok Caldera Systems naar de beurs. De aandelenkoers bereikte tijdens de "Linux-manie" van 1999 echter niet de gigantische hoogte van zijn belangrijkste concurrent Red Hat.

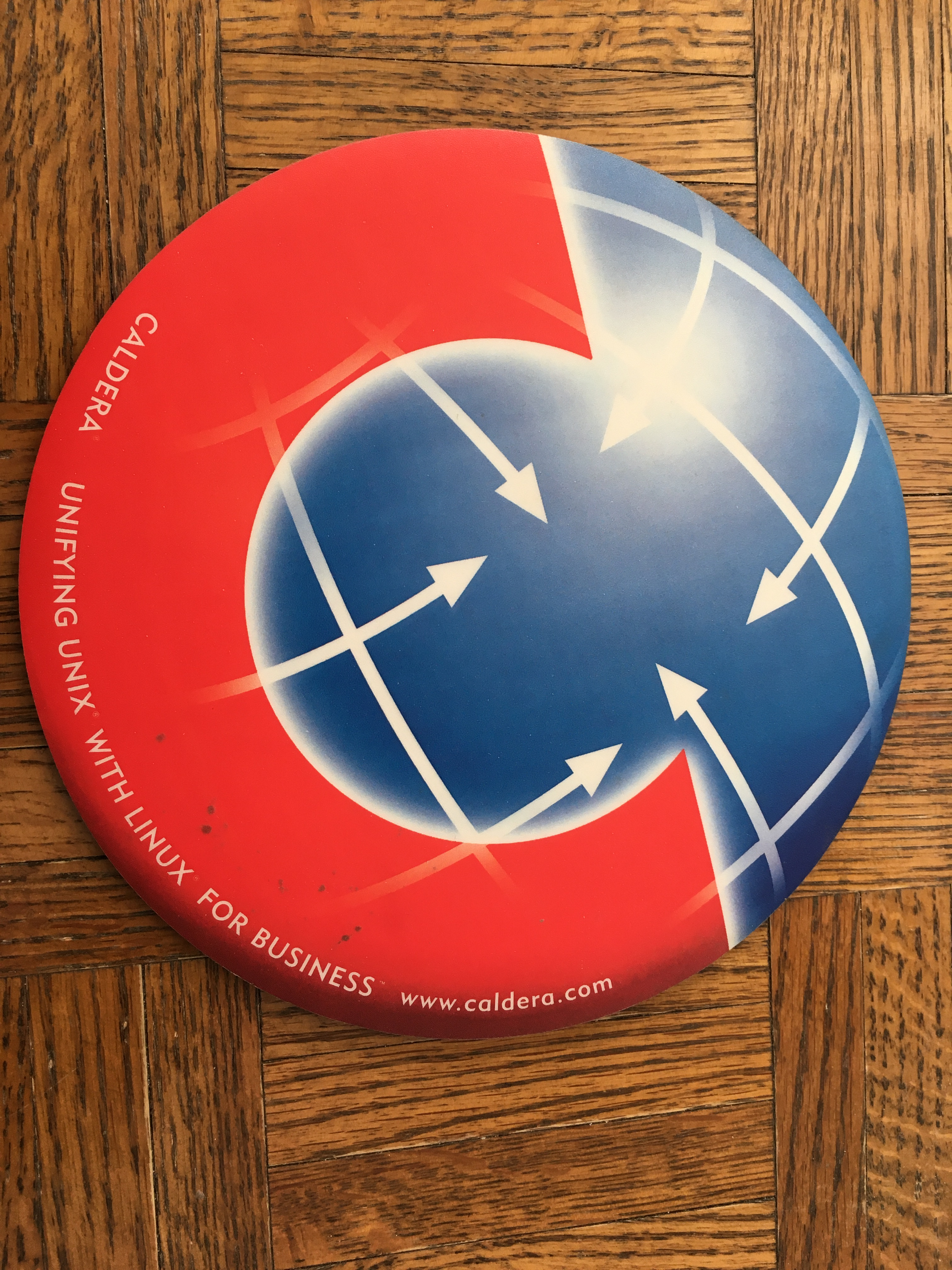
Caldera International muismat

In augustus 2000 kondigde Caldera Systems aan dat het de Unix-technologie en -diensten van de Santa Cruz Operation (SCO) zou overnemen. Het veel grotere, gefuseerde bedrijf veranderde zijn naam in Caldera International toen de overname in mei 2001 werd afgerond. Caldera International probeerde het UnixWare-product van SCO, dat omgedoopt werd tot Open UNIX, aan te passen om een uniform beeld van Unix en Linux te presenteren dat aan de behoeften van high-end bedrijven kon voldoen en tezelfdertijd te profiteren van het grote resellerkanaal van SCO. Het Volution-pakket met functionaliteit voor systeembeheer, authenticatie en mail en messaging had hetzelfde doel. Caldera International maakte ook deel uit van het United Linux-consortium van Linux-bedrijven die een gemeenschappelijke distributie wilden maken die kon concurreren met Red Hat.
Uiteindelijk kende geen van deze inspanningen succes op de markt, Caldera International verloor in de vier jaren van zijn bestaan grote sommen geld. Onder zware financiële druk kreeg het bedrijf in juni 2002 een nieuwe CEO, die al snel de bedrijfsnaam veranderde in The SCO Group en met het bedrijf een geheel andere zakelijke richting insloeg.
Vanaf 2003 spande het bedrijf een aantal rechtszaken aan, gebaseerd op de overtuiging dat zijn intellectuele eigendom van Unix op een onwettige en niet-gecompenseerde manier in Linux was opgenomen. De reactie van de Linux-gemeenschap was heftig en SCO zou spoedig, zoals Businessweek kopte, "het meest gehate bedrijf in de technologiesector" worden.

## Producten
- Caldera OpenLinux: een Linux-distributie met toegevoegde propriëtaire software
- UnixWare: een Unix-besturingssysteem. UnixWare 2.x en lager waren directe afstammelingen van Unix System V Release 4.2 en werden oorspronkelijk ontwikkeld door AT&T, Univel, Novell en later The Santa Cruz Operation. UnixWare 7 was gebaseerd op System V Release 5 en werd verkocht als een Unix-besturingssysteem dat UnixWare 2 en OpenServer 5 combineerde. UnixWare 7.1.2 kreeg de merknaam OpenUNIX 8, maar latere releases keerden terug naar de UnixWare 7.1.x-naam en versienummering.
- SCO OpenServer: een ander UNIX-besturingssysteem, oorspronkelijk ontwikkeld door The Santa Cruz Operation. SCO OpenServer 5 was een afstammeling van SCO UNIX, dat op zijn beurt een afstammeling is van Xenix. OpenServer 6 is in feite een OpenServer-compatibiliteitsomgeving die draait op een moderne op SVR5 gebaseerde UNIX-kernel.
- Smallfoot: technologie bestaande uit een besturingssysteem en een toolkit om point-of-sale-applicaties te creëren
- Volution Manager: een browsergebaseerde applicatie voor systeembeheer
- Volution Online: een op abonnementen gebaseerde service voor het testen en vervolgens bijwerken van Linux-systemen via een netwerk
- Volution Messaging Server: een gebundelde e-mail- en messaging-oplossing voor Linux- en Unix-servers
- Volution Authentication Server: technologie om het beheer van Linux- en Unix-authenticatie via Microsoft-servers mogelijk te maken